# 九九消寒图

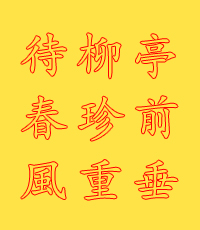
九九消寒圖

九九消寒圖是中國北方的一項民俗，與數九的民俗密切相關。

## 緣起
傳統華夏人民尤其北方，冬季的御寒保暖條件較後代簡陋缺乏，寒冬也被視為威脅與懲罰而對天寒地凍生恐懼感，直接影響人民情緒，甚至會覺得冬季莫名其妙漫長。當時人民為捱過漫長冬季，遂發明以「數九」方法消遣，以打發時間緩解寒冬威脅下出現的心理危機。而當時圍著家眷數九亦被視為逍遙境界。
而在宋元時期開始，數九娛樂流傳中國南北各地，與此也產生了「消寒圖」，亦即九九消寒圖。

## 內涵
傳統華夏文化中，九為極數，乃最大、最多、最長久的概念。九個九即八十一更是「最大不過」之數。因此中國人認為，過了冬至日的九九八十一日，春天肯定已經到來。

## 結構
九九消寒圖是一幅雙鉤描紅書法，九字每字九劃共九九八十一劃且須成完整語句（例子有：「亭前垂柳珍重待春風」、「春前庭柏風送香盈室」、「幸保幽姿珍重春風面」、「雁南飛柳芽茂便是春」
，均為繁體字），從冬至開始每天按照筆畫順序填充一個筆畫，每過一九填充好一個字，直到九九之後春回大地，一幅九九消寒圖才算大功告成。也稱作「寫九」。一般而言在九九消寒圖的一側還應寫有《數九歌》。
此外另有塗圓版和染梅版的九九消寒圖，分別以八十一個圓形和八十一朵梅花代替八十一筆劃。

## 形式

### 填字版
填充每天的筆畫所用顏色根據當天的天氣決定，晴則為紅；陰則為藍；雨則為綠；風則為黃；落雪填白。由於數九期間歷時整整八十一天並且經歷從仲冬到孟春的季節變化，每天的天氣各不相同，因而九九消寒圖色彩斑斕，頗為悅目。

### 塗圓版
除了文字版本的九九消寒圖，還有用圖形表示的九九消寒圖。將宣紙等分為九格（縱三格橫三格），每格用筆帽蘸墨印上九個圓圈（縱三圓橫三圓），每天填充一個圓圈，填充的方法根據天氣決定，填充規則通常為：上塗陰下塗晴，左風右雨雪當中。這種圖形版本的九九消寒圖簡單易行，但顯然沒有文字版本的漂亮。
《帝京景物略》卷二記載：「有直排圈九叢，叢九圈者，刻而市之，附以九九之歌，迷其寒燠之候。」

### 染梅版
此外還有的九九消寒圖採用圖畫的形式，也稱作「畫九」。在白紙上繪製一枝寒梅，該枝上繪有九朵梅花，每朵梅花含九塊花瓣（生物學上本應只含五塊）。一朵梅花對應一九，一辮對應一天，每天根據天氣實況用特定的顏色填充一塊梅花花瓣，稱為「日染一辮，辮後而九九出」。在寒梅圖的一側常常寫有「試看圖中梅黑黑，自然窗外草青青」，這種圖畫版的九九消寒圖又被稱作「雅圖」。
《帝京景物略》卷二記載：「日冬至，畫素梅一枝，為辮八十有一，日染一辮，辮盡而九九出，則春深矣，曰『九九消寒圖』。」

### 其他
九九消寒圖還有其他各種形式，例如：
- 消寒益氣歌版；
- 魚形版；
- 蒸氣版；
- 泉紋版；
- 葫蘆版；
- 四喜人版（娃娃版）；

……等等。

## 結論
九九消寒圖不僅僅是一項冬季民俗，同時也是一份簡單的氣象記錄暨計時日曆，亦是優美的裝備品，發展成為民間喜聞樂見的文化娛樂形式。而文字消寒皆為春景暖和、萬物生動之意涵，使一筆一畫消去寒酷、迎來春暖。